# Милко Визјак
Милко Визјак (Љубљана , 9. децембар 1894 − Љубљана, 15. новембар 1957) био је југословенски и словеначки официр. Током Другог свјетског рата био је припадник словеначког домобранства

## Биографија
Рођен је од оца Винка и мајке Ане (рођене Јонке). Након завршетка средње школе у Љубљани (1913), студирао је у једногодишњој кадетској школи у Леобену и Горици, у Аустрији. Током Првог светског рата провео је две године (1915. и 1916) на Сочком фронту. На крају рата придружио се генералу Мајстеру и учествовао у биткама за северну границу. Касније је постао припадник Југословенске војске и преселио се у Београд. По избијању Другог светског рата вратио се у Словенију, где су га заробили Италијани и одвели 1942. у интернацију. У војсци Краљевине Југославије достигао је чин потпуковника. Од априла 1943. био је командант легија у контрареволуционарном логору за љубљански округ Шишка. У октобру 1943. придружио се Словеначком домобранском савезу; у њему је био помоћник команданта Организационог штаба, од фебруара 1944. шеф кадровског одељења и председник Дома домобранског савеза на Табору у Љубљани, а у последњим месецима рата десна рука генерала Леона Рупника. У мају 1945. године са главнином Домобранства отишао је у аустријску Корушку, а у пролеће 1946. године британске окупационе власти су га изручиле Југославији; у августу је на Рупниковом процесу осуђен на 20 година присилног рада, али је пуштен на слободу после неколико година.